# Скрико, Петри
Петри Скрико (фин. Petri Skriko; 13 марта 1962, Кархула, Финляндия) — известный финский хоккеист, тренер.

## Биография

### Карьера игрока
Уже в раннем возрасте Скрико отлично проявлял себя в Финской хоккейной лиге: в 18 лет он стал лидером клуба «СайПа» и получил титул «новичка года в СМ-Лиге». Затем он здорово проявил себя на Финской хоккейной лиге. В 1982 году нападающий с восемью шайбами стал лучшим бомбардиром Чемпионата мира среди молодежных команд в США и Канаде, войдя в символическую сборную турнира. В 1984 году в составе сборной Финляндии Скрико принял участие в Зимних Олимпийских играх в Сараеве, став одним из лучших снайперов розыгрыша (6 голов + 4 передачи), причем по очкам в «Суоми» его смог набрать только Раймо Сумманен (4 гола + 7 передач).
В 1984 году успешный финский хоккеист отправился в Северную Америку, подписав контракт с задрафтовавшем его ранее клубом «Ванкувер Кэнакс». Уже в следующем сезоне Скрико станет лучшим бомбардиром команды, набрав 78 очков. В ноябре 1986 года он сделал три хет-трика за восемь дней. Подобный результат с тех пор не удалось превзойти, лишь в 2016 году Филипу Форсбергу из «Нэшвилл Предаторз» удалось частично повторить это достижение и оформить два хет-трика в течение трех и менее двух матчей. Финн стал первым в истории «Кэнакс» игроком месяца в НХЛ. В составе команды Скрико некоторое время выходил в тройке вместе с советскими хоккеистами Игорем Ларионовым и Владимиром Крутовым. Однако постепенно результативность нападающего уменьшалась. После неудачного начала сезона 1990/91 он был выставлен на драфт, где его взял «Бостон Брюинз». Но и в нем нападающий не смог закрепиться (как и затем в «Виннипег Джетс» и в «Сан-Хосе Шаркс»). Всего во время своих выступлений в НХЛ Скрико набрал 541 игре 405 очков (183 шайбы + 222 передачи, -101), в Кубке Стэнли  в 28 играх 14 очков (5+9, -8) , став одним из самых успешных европейцев своего времени, выступавших в главной заокеанской лиге.
Завершал свою карьеру нападающий в Европе: после недолгого пребывания на родине, Скрико перешел в датский «Хернинг Блю Фокс», завоевав вместе с ним несколько национальных титулов. В этой команде он начал свою тренерскую карьеру.
В составе сборной Финляндии хоккеист принял участие на трех чемпионатах мира 1983, 1986 и 1987, двух Олимпиадах 1984 и 1992 и на Кубке Канады 1987 и 1991 г. (11 матчей, 3 гола).

### Карьера тренера
После работы в Дании Петри Скрико вошел в тренерский штаб родного клуба «СайПа», а в первые дни 2002 года он возглавил его. В декабре следующего года он покинул свой пост. В 2005 году непродолжительное время работал с «Оденсе Бульдогс», после чего Скрико долгие годы являлся европейским скаутом в клубах НХЛ: «Вашингтон Кэпиталз» (2006—2016), «Калгари Флэймз» (2016—2017), «Флорида Пантерз» (2020—2023). На некоторое время возвращался в «Хернинг Блю Фокс», у руля которого бывший хоккеист провел два сезона.
В 2023 году на сайте Эстонского хоккейного союза появилась информация, что с нового сезона Петри Скрико стал главным тренером местной национальной сборной.

## Достижения

### Хоккеиста
- Серебряный призер Чемпионата мира среди молодежных команд (1): 1981.
- Бронзовый призер Чемпионата мира среди молодежных команд (1): 1982.
- Победитель Датской хоккейной лиги (2): 1994, 1995, 1997, 1998.
- Обладатель Кубка Дании (3): 1994, 1996, 1998.

### Тренера
- Победитель Датской хоккейной лиги (1): 2001.